# Layrac-sur-Tarn
Layrac-sur-Tarn is een gemeente in het Franse departement Haute-Garonne (regio Occitanie) en telt 298 inwoners (2004). De plaats maakt deel uit van het arrondissement Toulouse.

## Geografie
De oppervlakte van Layrac-sur-Tarn bedraagt 7,3 km², de bevolkingsdichtheid is 40,8 inwoners per km².
De onderstaande kaart toont de ligging van Layrac-sur-Tarn met de belangrijkste infrastructuur en aangrenzende gemeenten.

## Demografie
De figuur toont het verloop van het inwonertal (bron: INSEE-tellingen).